# Araquari (kommun)
Araquari är en kommun i Brasilien.   Den ligger i delstaten Santa Catarina, i den södra delen av landet, 1 200 km söder om huvudstaden Brasília. Antalet invånare är 24 814.
Följande samhällen finns i Araquari:
- Araquari

I omgivningarna runt Araquari växer i huvudsak städsegrön lövskog. Runt Araquari är det ganska tätbefolkat, med 58 invånare per kvadratkilometer.